# Buton (azienda)
Buton (già Distilleria Giovanni Buton) è un'azienda italiana produttrice di distillati fondata a Bologna nel 1820. Buton è parte del Gruppo Montenegro, il cui prodotto più noto è il distillato Vecchia Romagna; fino agli anni novanta del XX secolo controllata dalla famiglia Sassoli de' Bianchi, controllava il trenta per cento del mercato italiano dei brandy.

## Storia
Jean Bouton, reduce napoleonico ed erede di una famiglia di distillatori proveniente dalla regione francese della Charente, fondò nel 1820 a Bologna la “Distilleria Giovanni Buton” italianizzando il proprio nome. La zona venne scelta per le caratteristiche geologiche e fisiche simili a quelle della Charente al fine di produrre un distillato dalle caratteristiche simili a quelli prodotti in patria e, a tal scopo, venne scelto un vitigno di Trebbiano bianco; passata la distilleria all'imprenditore Giacomo Rovinazzi,  e rifondata alla fine dell'Ottocento dal marchese Filippo Sassoli dé Bianchi, la distilleria Buton venne avviata la produzione anche di liquori come la Crema Cacao, l'Amaro Felsina, il Cognac Buton e la Coca Buton, pubblicizzati in celebri manifesti di Marcello Dudovich. L'azienda partecipa con successo nel 1900 a Parigi all'Esposizione Universale con uno stand in stile liberty, opera di Ermete Maccaferri, che ottenne come riconoscimento il Gran Prix con medaglia d’oro."
Nel 1939 l'azienda guidata dal conte Achille Sassoli de' Bianchi, Cavaliere del Lavoro, (affiancato nel corso degli anni dai fratelli Bernardino, Paolo e Felice) lancia il prodotto che farà della Buton l'azienda italiana leader per i liquori: il brandy Vecchia Romagna, per il quale venne ideata la riconoscibile bottiglia triangolare che divenne nel tempo una delle sue caratteristiche più distintive. Negli anni sessanta, grazie anche a una efficace campagna pubblicitaria (celebri quelle televisive su Carosello) con testimonial gli attori Gino Cervi e Fernandel, il prodotto conobbe un enorme successo. Al brandy Vecchia Romagna vennero affiancati altri liquori di fama come l'amaro Petrus Boonekamp e l'aperitivo Rosso Antico per il quale Salvador Dalì nel 1971 realizzò tre versioni della bottiglia in edizione limitata, seguito l'anno successivo da Pietro Annigoni, che realizzò una serie di disegni. Buton produsse anche l'Amaro Don Bairo, la Batida de Coco (poi passata a Mangaroca) gli spumanti Maximilian I e Équipe 5, oltre a essere importatrice per l'Italia di diverse case di champagne.
Rimasero celebri le 'scatole' contenenti diversi prodotti della Buton, realizzate con toni colorati e spesso su progetti d'artista, e inviate ovunque in occasione delle ricorrenze.
In particolare, il modello aziendale realizzato dai Sassoli fu da esempio nei rapporti di lavoro con i dipendenti dell'azienda, nella valorizzazione del capitale umano e solidarietà sociale che portò a un enorme lavoro sinergico a ogni livello aziendale, e di rapporto quasi familiare fra i vertici e i collaboratori dipendenti. Ciò avvenne nelle sedi degli uffici principali dell'azienda, negli uffici Buton di via Masini a Bologna (dove successivamente sorse il complesso di edifici Borgo Masini) e nella "città del Brandy", lo stabilimento di invecchiamento e produttivo dei distillati realizzato nel 1970 in Ozzano dell'Emilia, così come negli altri uffici e stabilimenti di Ponti sul Mincio (Mantova) di Aprilia (Latina) di Casapulla (Caserta), di Trieste "Puntofranco" e all'estero. Buton fu fra le prime aziende in Italia a introdurre i sistemi di lavoro informatici interni, con la computistica della IBM.
Attiva nel mondo intero e da sempre con sede a Bologna e a Parigi, Buton aprì dagli anni '70 varie suddivisioni dell'azienda oltre a quelle europee, sempre seguite dalla famiglia Sassoli de' Bianchi; negli Stati Uniti, in alcuni paesi africani, e soprattutto in Australia dove venne introdotta per la prima volta la vinificazione e produzione d'alta qualità e su larga scala dal conte Felice Sassoli de' Bianchi per tramite della St. Peter's Distillery che fondò a Riverina. 
Negli anni '80 in un periodo di crisi nelle vendite del Rosso Antico, ma ancora di successo per il brandy Vecchia Romagna (che deteneva il 30 per cento del suo mercato), Buton venne venduta alla multinazionale Grand Metropolitan nel 1993 che poi diverrà nota come Diageo dopo aver già rilevato dalla famiglia Sassoli de' Bianchi una prima quota minoritaria della Buton l'anno precedente. Nel 1999 la famiglia Seragnoli, proprietaria anche della Montenegro, acquisì dalla multinazionale Diageo la proprietà dell'azienda e del marchio. Il processo produttivo venne poi spostato dalla "città del Brandy" (ossia lo stabilimento che era realizzato dai Sassoli a Ozzano dell'Emilia) nell'attigua cittadina di San Lazzaro (nello stabilimento industriale Buton progettato da Valtolina Rusconi Clerici VRC )  dove una vasta area venne destinata alla produzione e all'invecchiamento del distillato. più recentemente, in ambito pubblicitario, Vecchia Romagna è stata promossa con Bob Sinclarcome testimonial e nel 2020 Buton ha festeggiato i 200 anni dalla nascita dell'azienda.

## Video pubblicitari Buton: Carosello e RAI (anni '50-'80)
"Le distillerie Buton di Bologna organizzano una crociera premio nel Mediterraneo per i loro dipendenti in occasione del 150º anniversario della fondazione dell'azienda. 1970"
"Spot Liquore Buton Vecchia Romagna - il paese del sole, anni '50-'60, casa di produzione Gamma Film"
"Sigle TV Carosello Vecchia Romagna etichetta nera Gino Cervi"
"Spot Aperitivo rosso antico della Buton c'era una volta il fiume di lacrime, casa di produzione Gamma film, anno prima messa in onda 1971"
"Gino Cervi e Fernandel (Peppone e Don Camillo) insieme a fare il carosello pubblicitario per la Vecchia Romagna etichetta nera, 1964"
"Gino Cervi, per Vecchia Romagna, Carosello"
Buton Vecchia Romagna campioni in controluce - Il pugilato
Pubblicità "Cassette a premio Vecchia Romagna Buton un dono che non si dimentica
Brandy Vecchia Romagna Riserva Buton Carosello di brindisi
Bevanda alcolica aperitivo Rosso Antico Buton C'era una volta Fior del mattino
Cimabue e Dom Bairo, Carosello 1972
"Carosello Petrus Boonekamp 1"
"Carosello Petrus Boonekamp 2
"Petrus, l'amarissimo che fa benissimo"
"Petrus, il modo vivere dell'uomo forte"
"Rosso antico, 1975"
"Cassette Vecchia Romagna"
"1979 Rai Rete 1 Spot Buton Rosso Antico"
"Aperitivo Rosso Antico una questione di prestigio"
1979 Rai Rete 1 Spot Vecchia Romagna Etichetta nera
"1980 Rai Rete 1 Spot Rosso Antico, Charles Aznavour"
1980 Rai Rete2 Vecchia Romagna
"1984, Vecchia Romagna etichetta nera, il Brandy che crea un'atmosfera"